# 梅山戀和
梅山戀和（日语：／ Umeyama Cocona */?，2003年8月7日—）是日本女藝人，為女子偶像團體NMB48Team M前成員，大阪府出身，所屬經紀公司為Eggman。2016年以NMB48五期生身分出道。2022年4月4日自NMB48畢業。

## 經歷
2016年4月，於「NMB48第五期生徵選會」中合格，成為NMB48的第5期研究生。6月28日，作為NMB48第5期研究生之一，首次於NMB48劇場披露。
2017年10月12日，於「NMB48 ARENA TOUR 2017@大阪城表演廳」宣布升格到Team N。 
2018年4月4日發行的NMB48第18張單曲《欲望者》，首次成為單曲選拔成員。12月15日，開設個人Instagram帳號。
2019年2月11日，宣布成為「坂道AKB」第3彈的選拔成員，為當中年紀最年輕的成員，也是NMB48唯一入選的成員。3月1日，所屬隊伍由Team N轉移至Team BII。3月31日，開設個人Twitter帳號。9月19日發行的AKB48第56張單曲《持續愛你》的收錄曲《Monica，天亮了》（モニカ、夜明けだ），與山內瑞葵共同擔任Center，這是梅山首次擔任歌曲的Center。
2020年1月25日，在東京巨蛋表演廳舉行首次個人演唱會「NMB48梅山戀和個人演唱會～笑梅繁盛年糕戀愛！～」（NMB48梅山恋和ソロコンサート～笑梅繁盛で餅もって恋!～）。8月19日發行的NMB48第23張單曲《因為因為因為》，和山本彩加共同擔任Center，這是梅山首次擔任NMB48單曲的Center，也是NMB48歷代最年輕的Center（17歲又12日）。12月4日，接任即將畢業的吉田朱里，成為《NMB48的TEPPEN电台》的主持人。
2022年1月1日，於「2022新春組閣發表會」中，宣布所屬隊伍轉移至Team M。1月5日，於「大阪魂，不可以捨棄」（大阪魂、捨てたらあかん）公演中宣布畢業，畢業後將專心於學業。2月23日發行的NMB48第26張單曲《在恋與愛之間》，與上西怜共同擔任Center，這是梅山第二次擔任NMB48單曲的Center，其中也收錄了梅山第一首獨唱曲《秘密日記》。3月11日，從高中畢業。3月17日，發行個人第一本寫真集《戀愛中的人》（恋する人）。3月26日，於京都會館舉行畢業演唱會「NMB48 梅山戀和畢業演唱會 ～在戀愛的魔法解除之前～」（NMB48 梅山恋和卒業コンサート ～恋のおまじないが解ける前に～）。4月4日，在Team M 4th Stage「戀愛突然從天而降」（恋は突然やってくる）中舉行畢業公演，正式從NMB48畢業。
2023年1月11日，於個人Instagram上宣布回歸演藝活動，並開設官方粉絲俱樂部「COCO.charm©」。4月1日，在個人Instagram宣布加入經紀公司Eggman。7月2日開始播出的電視劇《曾是偶像的我成為了快遞員。》（アイドルだった俺が、配達員になった。），為首次單獨出演電視連續劇。9月22日至24日，首次出演並主演舞台劇《Staff Room》（スタッフ・ルーム）。11月，首次出演電影《ARAKAWA UNDER 9 -Episode1-》。
2024年4月，首次主演電影《咖啡苦是你的錯》（コーヒーが苦いのは君のせい）。

## 人物
- Catch Phrase（自我介紹詞）是「戀愛的咒語（5・5・7）戀和讓大家平靜下來（Cocona！）。我是大阪府出身○歲，暱稱5・5・7、Cocona的梅山戀和」（恋のおまじない (ゴーゴーセブン!) ここで和んで (ここなー!) ありがとうございます。大阪府出身○歳、ゴーゴーセブン、ここなこと梅山恋和です）
- 「戀和」這個名字意思是對她能成為治癒別人內心的人的期望[41]。
- 將來的夢想是女演員、模特兒[1]。
- 小學六年級時開始學習舞蹈[42]。隔年，在母親的建議下參加NMB48五期生徵選[43]。

## 音樂作品
- 標註「★」符號者表示該首歌曲有拍攝MV。

### AKB48家族單曲CD
NMB48
|      | 發行日期        | 單曲名稱                | 參與歌曲名稱            | 名義       | 收錄於 | MV | 備註                           |
| ---- | --------------- | ----------------------- | ----------------------- | ---------- | ------ | -- | ------------------------------ |
| 16th | 2016年12月28日  | 除我之外的人            | 太陽從坡路上升起之時    | 研究生     | 劇場盤 |    | 出道作品                       |
| 16th | 2016年12月28日  | 除我之外的人            | 途中下車                |            | 全版本 |    |                                |
| 18th | 2018年04月04日  | 欲望者                  | 欲望者                  |            | 全版本 | ★  | A面曲 初次進入選拔             |
| 18th | 2018年04月04日  | 欲望者                  | 阪急電車                | Team N     | Type-A | ★  |                                |
| 18th | 2018年04月04日  | 欲望者                  | Good Timing             |            | Type-D | ★  |                                |
| 19th | 2018年10月17日  | 即使是我也會哭泣的啊    | 即使是我也會哭泣的啊    |            | 全版本 | ★  | A面曲                          |
| 19th | 2018年10月17日  | 即使是我也會哭泣的啊    | 謊言機器                | Team N     | Type-A | ★  |                                |
| 20th | 2019年02月20日  | 在壁龕上端坐的女生      | 在壁龕上端坐的女生      |            | 全版本 | ★  | A面曲                          |
| 20th | 2019年02月20日  | 在壁龕上端坐的女生      | Update                  | Team BII   | Type-C | ★  |                                |
| 20th | 2019年02月20日  | 在壁龕上端坐的女生      | 粉色的世界              |            | Type-D | ★  |                                |
| 20th | 2019年02月20日  | 在壁龕上端坐的女生      | 第二道門                |            | 劇場盤 |    |                                |
| 21st | 2019年08月14日  | 回母校吧！              | 回母校吧！              |            | 全版本 | ★  | A面曲                          |
| 21st | 2019年08月14日  | 回母校吧！              | 儒艮是儒艮              | Team BII   | Type-C | ★  |                                |
| 22nd | 2019年11月06日  | 初戀至上主義            | 初戀至上主義            |            | 全版本 | ★  | A面曲                          |
| 22nd | 2019年11月06日  | 初戀至上主義            | 無限大Knock             | Team BII   | Type-C |    |                                |
| 23rd | 2020年08月19日  | 因為因為因為            | 因為因為因為            |            | 全版本 | ★  | A面曲 與山本彩加共同擔任Center |
| 23rd | 2020年08月19日  | 因為因為因為            | Be happy                | Team BII   | Type-C |    |                                |
| 23rd | 2020年08月19日  | 因為因為因為            | 喜欢上你真是抱歉        | LAPIS ARCH | Type-D | ★  | 翻唱自CHAO（吉本坂46）         |
| 24th | 2020年011月18日 | 戀愛之類的No Thank You! | 戀愛之類的No Thank You! |            | 全版本 | ★  | A面曲                          |
| 24th | 2020年011月18日 | 戀愛之類的No Thank You! | I Love豬肉包            |            | 全版本 |    |                                |
| 24th | 2020年011月18日 | 戀愛之類的No Thank You! | 青春念佛                | Team BII   | Type-C | ★  | Center                         |
| 25th | 2021年06月16日  | 垂柳                    | 垂柳                    |            | 全版本 | ★  | A面曲                          |
| 25th | 2021年06月16日  | 垂柳                    | 陷阱                    |            | 全版本 |    | Center                         |
| 26th | 2022年02月23日  | 在戀與愛之間            | 在戀與愛之間            |            | 全版本 | ★  | A面曲 與上西怜共同擔任Center   |
| 26th | 2022年02月23日  | 在戀與愛之間            | 夢中人                  |            | 劇場盤 |    |                                |
| 26th | 2022年02月23日  | 在戀與愛之間            | 秘密日記                |            | Type-C |    | 畢業獨唱曲                     |

AKB48
|      | 發行日期       | 單曲名稱       | 參與歌曲名稱   | 名義           | 收錄於 | MV | 備註                     |
| ---- | -------------- | -------------- | -------------- | -------------- | ------ | -- | ------------------------ |
| 54th | 2018年11月28日 | NO WAY MAN     | 無敵雙馬尾     | U-16選拔2018   | Type-D | ★  |                          |
| 55th | 2019年3月13日  | 回憶上心頭DAYS | 初戀之門       | 坂道AKB        | Type-B | ★  |                          |
| 55th | 2019年3月13日  | 回憶上心頭DAYS | 從屋頂呼喊     | Sucheese       | 劇場盤 |    |                          |
| 56th | 2019年9月18日  | 持續愛你       | Monica，天亮了 | 48Group NEXT12 | Type-C | ★  | 與山內瑞葵共同擔任Center |
| 57th | 2020年3月18日  | 感謝失戀       | 回憶吾友       | 1st Campus     | Type-B | ★  |                          |

### AKB48家族專輯CD
NMB48
|     | 發行日期     | 專輯名稱                   | 參與歌曲名稱  | 名義 | 收錄於 | 備註 |
| --- | ------------ | -------------------------- | ------------- | ---- | ------ | ---- |
| 3rd | 2017年8月2日 | 難波愛～現在、想到的事情～ | 難波愛        |      | 全版本 |      |
| 3rd | 2017年8月2日 | 難波愛～現在、想到的事情～ | 最最最 最高！ |      | 劇場盤 |      |

### 劇場公演分組曲
| 公演名稱                                 | 參與歌曲名稱       | 備註   |
| ---------------------------------------- | ------------------ | ------ |
| 研究生時期                               |                    |        |
| 研究生「傳不到的傳達物」公演             | 裙襬飄飄           |        |
| 山本Team N時期                           |                    |        |
| Team N 4th Stage「目撃者」公演           | 新的拖鞋           |        |
| Team N 4th Stage「目撃者」公演           | 10個硬幣與麵包     |        |
| Team N 4th Stage「目撃者」公演           | 芬蘭奇蹟           |        |
| 嘉德麗雅組「天使在這裡」公演             | 新的拖鞋           |        |
| 嘉德麗雅組「天使在這裡」公演             | 即使100年前        |        |
| 嘉德麗雅組「天使在這裡」公演             | 無論多少次都要命中 |        |
| 小嶋Team BII時期                         |                    |        |
| Team BII 4th「戀愛禁止條例」公演         | 盛夏的聖誕玫瑰     |        |
| Team BII 5th Stage「第二扇門」公演       | 你好 我的初戀      | Center |
| Team BII 5th Stage「第二扇門」公演       | 十字架             |        |
| 原Team M時期                             |                    |        |
| Team M 4th Stage「戀愛突然從天而降」公演 | 逆轉的王子殿下     | Center |

## 演出

### 電視劇
- 第1集（2019年4月22日－7月7日，朝日放送電視台）[44]
  - #4 ヒーロー少女可憐Flower：飾演 Flower（主演）
  - #6 ジョジュと陸のあとだしミステリーファイル ：飾演 阿笠陸（主演，與白間美瑠共同主演）
  - #9 IKKYU-CHAN ：一休ちゃん（主演）
- 第2話（2019年10月13日，大阪頻道）
  - ヒーロー少女可憐Flower ：飾演 Flower（主演）
- 第1集 Season2（2020年7月26日，朝日放送電視台）[45]
  - #3 超感覚的知覚YURILALA - ：飾演 とおる百合ララ（主演）
- 曾是偶像的我成為了快遞員。（2023年7月3日－8月20日，BS富士）：飾演 渡邊未來[46]
- 〜if〜警視廳搜查一課 劍木善治（2024年1月8日－2月25日，BS富士）：飾演 狛江真由[47]

### 舞台劇
- Room Staff（スタッフ・ルーム；2023年9月22日－24日，近鐵美術館）：飾演 上白石萌（主演）[48]
- 為了變得幸福（幸せになるために；東京：2024年7月11日－15日，新宿村LIVE／大阪：8月24日－25日，in→dependent theatre 2nd）[49]

## 書籍

### 寫真集
- 戀愛中的人（恋する人；2022年3月17日，主婦與生活社）[50][51]

### 雜誌連載
- MARQUEE 「I'm A Rock'n roll Star」（2018年6月10日－2022年2月22日，MARQUEE Inc.）[52][53]
- 月刊娛樂「ココナ&れーちゃんのSPORTS CHALLENGE」（2019年2月－2022年3月，德間書店）[54]
- 關西Walker「ココナWalker」（2019年8月27日－2022年4月15日，KADOKAWA）[55]

## 外部連結
- （日語）梅山戀和官方網站
- （日語）梅山戀和官方粉絲俱樂部 （页面存档备份，存于）
- （日語）NMB48個人介紹頁
- （日語）NMB48官方部落格「梅山戀和」（页面存档备份，存于）
- （日語）梅山戀和的X（前Twitter）（2019年3月31日－2022年4月4日，已關閉）（页面存档备份，存于）
- （日語）梅山戀和的Instagram帳戶（2018年12月15日－）
- （日語）梅山戀和的TikTok
- （日語）梅山 戀和（NMB48）的SHOWROOM專頁（已關閉）（页面存档备份，存于）
- （日語）梅山恋和1st写真集《戀愛中的人》的X（前Twitter）（2022年1月26日－）
- （日語）ココナWalker WEB （页面存档备份，存于）（2020年7月21日－）
- （日語）LAURIER PRESS （页面存档备份，存于）（2018年1月8日－）